# San Bartolo Teontepec
San Bartolo Teontepec es una localidad del estado mexicano de Puebla. Es parte del municipio de Tepanco de López.

## Toponimia
El nombre «San Bartolo» hace referencia al santo patrono de la localidad: Bartolo del Monte Carmelo. El nombre «Teontepec» proviene de los términos en náhuatl teomitl, flecha; tepetl, cerro; c, locativo. Su significado es «en el cerro de las flechas».

## Demografía
| Gráfica de evolución demográfica |
|                                  |

| Censo | Población |
| ----- | --------- |
| 1900  | 1 213     |
| 1910  | 969       |
| 1921  | 1 119     |
| 1930  | 1 084     |
| 1940  | 1 129     |
| 1950  | 1 141     |
| 1960  | 1 622     |
| 1970  | 2 144     |
| 1980  | 3 370     |
| 1990  | 4 099     |
| 1995  | 4 356     |
| 2000  | 5 033     |
| 2005  | 4 799     |
| 2010  | 5 593     |
| 2020  | 6 238     |